# Joke de Korte
Johanna Catharina de Korte –conocida como Joke de Korte– (Róterdam, 18 de agosto de 1935) es una deportista neerlandesa que compitió en natación. Ganó dos medallas de plata en el Campeonato Europeo de Natación de 1954.

## Palmarés internacional
| Campeonato Europeo | Campeonato Europeo | Campeonato Europeo | Campeonato Europeo |
| Año                | Lugar              | Medalla            | Prueba             |
| ------------------ | ------------------ | ------------------ | ------------------ |
| 1954               | Turín (Italia)     | Medalla de plata   | 100 m espalda      |
| 1954               | Turín (Italia)     | Medalla de plata   | 4 x 100 m libre    |